# Pavle Vagić
Pavle Vagić (sinh ngày 24 tháng 1 năm 2000) là một cầu thủ bóng đá người Thụy Điển. Anh hiện tại thi đấu cho Malmö FF.

## Sự nghiệp quốc tế
Vagić sinh ra ở Thụy Điển và có gốc Serbia. Anh là cầu thủ trẻ thi đấu quốc tế cho Thụy Điển.

## Thống kê sự nghiệp
Tính đến ngày 16 tháng 5 năm 2018.
| Câu lạc bộ          | Mùa giải            | Giải vô địch | Giải vô địch | Cúp     | Cúp       | Châu lục | Châu lục  | Tổng cộng | Tổng cộng |
| Câu lạc bộ          | Mùa giải            | Số trận      | Bàn thắng    | Số trận | Bàn thắng | Số trận  | Bàn thắng | Số trận   | Bàn thắng |
| ------------------- | ------------------- | ------------ | ------------ | ------- | --------- | -------- | --------- | --------- | --------- |
| Malmö FF            | 2017                | 2            | 0            | 0       | 0         | 0        | 0         | 2         | 0         |
| Malmö FF            | 2018                | 1            | 0            | 0       | 0         | 0        | 0         | 1         | 0         |
| Malmö FF            | Tổng cộng           | 3            | 0            | 0       | 0         | 0        | 0         | 3         | 0         |
| Tổng cộng sự nghiệp | Tổng cộng sự nghiệp | 3            | 0            | 0       | 0         | 0        | 0         | 3         | 0         |